# Алимбетов, Тулеген
Тулеге́н Алимбе́тов (род. 1926 год, аул Боген — 19 июля 2002 год) — капитан рыболовного бота Аральского рыбокомбината, Кзыл-Ординская область, Казахская ССР. Герой Социалистического Труда (1971).

## Биография
Родился в 1926 году в ауле Боген в семье рыбака. По примеру своего отца с раннего возраста занимался рыболовством. После окончания морского училища работал на различных судах на Аральском море. Позднее был капитаном судна «Калининград». Возглавляемый им коллектив неоднократно занимал первые позиции по социалистическому соревнованию по Кзыл-Ординской области.
С 1959 года — капитан судна «Ленинград» Аральского рыбокомбината. Во время 8-й пятилетки (1966—1970) коллектив судна ежегодно перевыполнял план. Планы 8-й пятилетки были выполнены в ноябре 1970 года. Сверх плана было выловлено 794 центнеров рыбы. Указом Президиума Верховного Совета СССР от 26 апреля 1971 года «за выдающиеся успехи, достигнутые в выполнении заданий пятилетнего плана по развитию рыбного хозяйства» удостоен звания Героя Социалистического Труда с вручением ордена Ленина и золотой медали Серп и Молот.
Избирался делегатом XXIV съезда КПСС.
Скончался в 2002 году.
Награды
- Герой Социалистического Труда — указом Президиума Верховного Совета СССР 26 апреля 1971 года
- Орден Ленина